# ماي مالوري
ماي مالوري (بالإنجليزية: Mae Mallory)‏ هي ناشِطة أمريكية، ولدت في 1929، وتوفيت في 2007.